# Tir la Jocurile Olimpice de vară din 1960
Probele de tir sportiv la Jocurile Olimpice de vară din 1960 s-au desfășurat în perioada 3-10 septembrie 1960 la Campo di Tiro a Volo Lazio. Au participat 313 sportivi din 59 de țări.

## Medaliați

### Masculin
| Probă                    | Aur                    | Aur  | Argint                      | Argint | Bronz                     | Bronz |
| Pistol viteză 25 m       | William McMillan (USA) | 587  | Pentti Linnosvuo (FIN)      | 587    | Aleksandr Zabelin (URS)   | 587   |
| Pistol 50 m              | Aleksei Gușcin (URS)   | 560  | Mahmud Umarov (URS)         | 552    | Yoshihisa Yoshikawa (JPN) | 552   |
| Pușcă trei poziții 300 m | Hubert Hammerer (AUT)  | 1129 | Hans Rudolf Spillmann (SUI) | 1127   | Vasili Borisov (URS)      | 1127  |
| Pușcă trei poziții 50 m  | Viktor Șamburkin (URS) | 1149 | Marat Nyýazow (URS)         | 1145   | Klaus Zähringer (EUA)     | 1139  |
| Pușcă culcat 50 m        | Peter Kohnke (EUA)     | 590  | James Enoch Hill (USA)      | 589    | Enrico Forcella (VEN)     | 587   |
| Trap                     | Ion Dumitrescu (ROU)   | 192  | Galliano Rossini (ITA)      | 191    | Serghei Kalinin (URS)     | 190   |

## Clasament pe medalii
| Loc   | Țară                         | Aur | Argint | Bronz | Total |
| ----- | ---------------------------- | --- | ------ | ----- | ----- |
| 1     | Uniunea Sovietică            | 2   | 2      | 3     | 7     |
| 2     | Statele Unite ale Americii   | 1   | 1      | –     | 2     |
| 3     | Echipa Unificată a Germaniei | 1   | –      | 1     | 2     |
| 4     | Austria                      | 1   | –      | –     | 1     |
| 4     | România                      | 1   | –      | –     | 1     |
| 6     | Finlanda                     | –   | 1      | –     | 1     |
| 6     | Italia                       | –   | 1      | –     | 1     |
| 6     | Elveția                      | –   | 1      | –     | 1     |
| 9     | Japonia                      | –   | –      | 1     | 1     |
| 9     | Venezuela                    | –   | –      | 1     | 1     |
| Total | Total                        | 6   | 6      | 6     | 18    |